# Zions Bank Idaho Headquarters
Das Eighth Main Building, häufiger Zions Bank Building, ist ein Bürogebäude in Boise, Idaho. Mit 19 Stockwerken und 98 Metern (323 ft) ist es das höchste Gebäude der Stadt und in ganz Idaho. Es dient als regionaler Hauptsitz der Zions Bank sowie anderer Unternehmen. Das Gebäude wurde 2014 fertiggestellt und wurde am 15. Februar eröffnet. Die Fertigstellung war eine Art Meilenstein für die Stadt, da das Grundstück seit 1987 leer stand, wodurch es auch den Beinamen „Boise Hole“ bekam.
Neben der Zions Bank zählen zu den Mietern die Anwaltskanzlei Holland & Hart LLP sowie CTA Architects Engineers, die neben Babcock Design Group als Architekten für den Bau verantwortlich waren. Auf dem obersten Stockwerk befindet sich Platz für unentgeltliche Veranstaltungen.

## Das Eastman Building
Bis ins Jahr 1987 stand auf dem Grundstück das Eastman Building vom in Idaho bekannten Architekturbüro Tourtellotte and Company. Es wurde im Jahre 1905 eröffnet und 5 Jahre später um 2 Stockwerke erweitert. Im Jahre 1926 wurde es nach dem Tod des Besitzers in Eastman Building umbenannt. Im Jahre 1972 wurde das Gebäude von der Boise Redevelopment Agency gekauft und sollte in eine Mall umgebaut werden. 1978 sollte das Gebäude abgerissen werden, doch die Umsetzung verzögerte sich nach starker Kritik um ein Jahrzehnt. Nachdem im Januar 1987 Pläne für eine Restaurierung gefasst wurden, fiel das Gebäude 2 Tage später einem Feuer zum Opfer, woraufhin es beinahe komplett zerstört und anschließend abgerissen wurde. Seither stand das Grundstück leer.